# Harmothoe forcipata
Harmothoe forcipata är en ringmaskart som först beskrevs av Marenzeller 1902.  Harmothoe forcipata ingår i släktet Harmothoe och familjen Polynoidae. Inga underarter finns listade i Catalogue of Life.